# Calyptocephalus fasciatus
Calyptocephalus fasciatus is een keversoort uit de familie glimwormen (Lampyridae). De wetenschappelijke naam van de soort werd voor het eerst geldig gepubliceerd in 1832 door Gray in Griffith.